# مار آبی زیبولد
مار آبی زیبولد (نام علمی: Enhydris sieboldii) نام یک گونه از سرده آب‌مارهای سموری است.